# Les Innocents (téléfilm)
Pour les articles homonymes, voir Les Innocents.
Pour plus de détails, voir Fiche technique et Distribution.
Les Innocents est un téléfilm français de Denis Malleval, diffusé le 22 novembre 2006 sur France 2. Il s'agit de l'adaptation du roman du même nom de Georges Simenon.

## Synopsis
Marie meurt, renversée par une voiture à Paris. À ses obsèques, son mari, Dominique Célerin, 45 ans, célèbre créateur de bijoux, revoit défiler les moments de sa vie.

## Fiche Technique
- Titre : Les Innocents
- Réalisateur : Denis Malleval
- Scénario : Jacques Santamaria, d'après le roman Les Innocents de Georges Simenon
- Décors : Gilles Chanez
- Costumes : Sylvie Pensa
- Photographie : Philippe Pavans de Ceccatty
- Son : Jean-Louis Richet
- Montage : Elisabeth Guido
- Musique : Jean Musy
- Production : Gérard Molto
- Société de production : Neyrac Films
- Pays d'origine :  France
- Langue : français
- Genre : drame
- Durée : 90 minutes
- Date de diffusion : 22 novembre 2006

## Distribution
- Olivier Marchal : Dominique Célerin
- Stéphane Freiss : Jean-Paul Brassier
- Julie Voisin : Marie jeune / Camille
- Jacques Frantz : Lieutenant Fernaud
- Virginie Peignien : Marie Célerin
- Catherine Marchal : Nina Brassier
- Anne Plumet : Anna